# Uganda na Letnich Igrzyskach Olimpijskich 1980
Uganda na Letnich Igrzyskach Olimpijskich 1980 – występ kadry sportowców reprezentujących Ugandę na igrzyskach olimpijskich w Moskwie. Reprezentacja liczyła 12 zawodników – sami mężczyźni.
Był to szósty występ reprezentacji Ugandy na letnich igrzyskach olimpijskich.

## Zdobyte medale
| Medal  | Zawodnik    | Dyscyplina | Konkurencja     | Rezultat                                                      | Data       |
| ------ | ----------- | ---------- | --------------- | ------------------------------------------------------------- | ---------- |
| Srebro | John Mugabi | Boks       | waga półśrednia | W finale przegrał z reprezentantem Kuby Andrésem Aldamaem 1-4 | 2 sierpnia |

## Reprezentanci

### Boks
| Zawodnik        | Konkurencja          | 1/32             | 1/16             | 1/8                | Ćwierćfinał      | Półfinał         | Finał            | Finał   | Źródło |
| Zawodnik        | Konkurencja          | Przeciwnik Wynik | Przeciwnik Wynik | Przeciwnik Wynik   | Przeciwnik Wynik | Przeciwnik Wynik | Przeciwnik Wynik | Miejsce | Źródło |
| --------------- | -------------------- | ---------------- | ---------------- | ------------------ | ---------------- | ---------------- | ---------------- | ------- | ------ |
| Charles Lubulwa | waga papierowa       | —                | BYE              | Gedó P TKO         | NQ               | NQ               | NQ               | 9.      | [ 1 ]  |
| John Siryakibbe | waga kogucia         | BYE              | Radev W TKO      | Maghenia W 5-0     | Piñango P TKO    | NQ               | NQ               | 5.      | [ 2 ]  |
| Geofrey Nyeko   | waga lekka           | —                | Nowakowski P TKO | NQ                 | NQ               | NQ               | NQ               | 9.      | [ 3 ]  |
| John Munduga    | waga lekkopółśrednia | —                | Rodriguez W 4-1  | Jawad P TKO        | NQ               | NQ               | NQ               | 9.      | [ 4 ]  |
| John Mugabi     | waga półśrednia      | —                | Koffi W TKO      | Rasamimanana W TKO | Bogujevci W TKO  | Szczerba W 3-2   | Aldama P 1-4     | 2.      | [ 5 ]  |
| George Kabuto   | waga lekkośrednia    | —                | Retta W 5-0      | Martínez P TKO     | NQ               | NQ               | NQ               | 9.      | [ 6 ]  |
| Peter Odhiambo  | waga średnia         | —                | BYE              | Martins W TKO      | Rybicki P 0-5    | NQ               | NQ               | 5.      | [ 7 ]  |

### Lekkoatletyka
| Zawodnik                                             | Konkurencja                | Eliminacje | Eliminacje | Ćwierćfinał | Ćwierćfinał | Półfinał | Półfinał | Finał | Finał   | Źródło |
| Zawodnik                                             | Konkurencja                | Wynik      | Miejsce    | Wynik       | Miejsce     | Wynik    | Miejsce  | Wynik | Miejsce | Źródło |
| ---------------------------------------------------- | -------------------------- | ---------- | ---------- | ----------- | ----------- | -------- | -------- | ----- | ------- | ------ |
| Silver Ayoo                                          | bieg na 400 m              | 47,78      | 30. Q      | 47,03       | 25.         | NQ       | NQ       | NQ    | NQ      | [ 8 ]  |
| Charles Dramiga                                      | bieg na 400 m              | 48,69      | 37.        | NQ          | NQ          | NQ       | NQ       | NQ    | NQ      | [ 8 ]  |
| John Akii-Bua                                        | bieg na 400 m przez płotki | 50,87      | 14. Q      | —           | —           | 51,10    | 13.      | NQ    | NQ      | [ 9 ]  |
| Pius Olowo Charles Dramiga John Akii-Bua Silver Ayoo | sztafeta 4 × 400 m         | 3:07,0     | 14.        | —           | —           | —        | —        | NQ    | NQ      | [ 10 ] |

| Zawodnik          | Konkurencja    | Kwalifikacje | Kwalifikacje | Finał | Finał   | Źródło |
| Zawodnik          | Konkurencja    | Wynik        | Miejsce      | Wynik | Miejsce | Źródło |
| ----------------- | -------------- | ------------ | ------------ | ----- | ------- | ------ |
| Fidelis Ndyabagye | skok w dal     | NM           | –            | NQ'   | NQ'     | [ 11 ] |
| Justin Arop       | rzut oszczepem | 82,68        | 8. Q         | 77,34 | 12.     | [ 12 ] |